# アンドレアス・ドーバー
アンドレアス・ドーバー（Andreas Dober、1986年3月31日 - ）はオーストリア出身の元同国代表サッカー選手。現役時代のポジションはディフェンダー。

## 経歴
オーストリア・ブンデスリーガに属するSKラピード・ウィーンのサテライトから2004年にトップチームへ昇格。経験を積むために2005年にSCラインドルフ・アルタッハへ半年間レンタルされた。2005年以降はSKラピード・ウィーンの主力に定着し、センターバックとして2度のリーグ優勝、UEFAチャンピオンズリーグ本大会出場に貢献している。
2005年10月のイングランド代表戦でオーストリアA代表デビューを飾る。

## 獲得タイトル
- オーストリア・ブンデスリーガ優勝2回　（2005,2008）